# Dicrognophos
Dicrognophos là một chi bướm đêm thuộc họ Geometridae.